# Rio Prêto (vattendrag i Brasilien, Rondônia, lat -9,47, long -63,12)
Rio Prêto är ett vattendrag i Brasilien.   Det ligger i delstaten Rondônia, i den centrala delen av landet, 1 800 km väster om huvudstaden Brasília.
Omgivningen kring Rio Prêto är huvudsakligen savann. Området är mycket glesbefolkat, med 2 invånare per kvadratkilometer.